# NGC 61/1
NGC 61/1 је лентикуларна галаксија у сазвежђу Кит која се налази на NGC листи објеката дубоког неба.
Деклинација објекта је - 6° 19' 2" а ректасцензија 0h 16m 24,0s. Привидна величина (магнитуда) објекта NGC 61 износи 13,4 а фотографска магнитуда 14,4. NGC 611 је још познат и под ознакама NGC 61A, MCG -1-1-62, VV 742, PGC 1083.